# Театр на Спасской
Ки́ровский госуда́рственный теа́тр ю́ного зри́теля «Теа́тр на Спа́сской» (ранее — Кировский областной театр юного зрителя им. Н. Островского) — государственный театр в городе Кирове, расположенный на одноимённой улице в здании, построенном для купца Аршаулова в 1813—1816 годах. Ориентирован на юного зрителя.

## История
В 1935 году в летнем саду «Аполло» собралась группа творчески настроенных молодых людей. Начались репетиции, и 22 июня 1936 года состоялась премьера спектакля «Серёжа Стрельцов» по пьесе Михаила Шолохова. Это событие стало началом работы профессионального детского театра в Кирове.
В 1998 году театр принимал участие в фестивале «Реальный театр» в Екатеринбурге со спектаклем «Дон Кихот» по пьесе Михаила Булгакова. Театр не раз становился номинантом Национальной театральной премии «Золотая Маска» и принимал участие в фестивале «Золотая Маска», в том числе в его специальных программах.
Здание театра снято в клипе группы «Торба-на-круче» на песню «Сердце» (2010 год).
В разное время художественное руководство театром осуществляли Алексей Бородин, Александр Клоков, Борис Павлович.

## Технические характеристики
- Зеркало сцены: 10,5×6,4 м
- Количество мест: 440
- Высота до колосников: 16,9 м

## Текущий репертуар
- «Бог ездит на велосипеде» (Д. Уткина, И. Васьковская). Режиссёр - Н. Красильникова
- «Большая любовь Робин Гуда» (Л. Филатов). Режиссёр - А. Трясцин
- «Бременские музыканты» (Ю. Энтин, В. Ливанов и Г. Гладков). Режиссёр — А. Трясцин
- «Вино из одуванчиков» (по повести Рэя Дугласа Брэдбери). Режиссёр — И. Брежнева
- «Вятские сказки» (Денис Орлов). Режиссёр - Н. Красильникова
- «Гудбай, Берлин!» (Вольфганг Херрндорф, Роберт Коаль) — А. Трясцин.
- «Дуэль» (А. П. Чехов). Режиссёр — Е. Чернышов.
- «Заткнись и исчезни» (Лара Бессмертная). Режиссёр — Д. Лимбос
- «Золушка» (Т. Габбе). Режиссёр — В. Ишин.
- «Иван — богатырский сын» (Д. Уткина). Режиссёр — Н. Красильникова.
- «История одного преступления» (О. Михайлова). Режиссёр — Е. Чернышов.
- «Кошкин дом» (С. Маршак). Режиссёр — С. Иванова-Сергеева.
- «Мальчики» (Ф. Достоевский). Режиссёр — Е. Чернышов.
- «Обыкновенное чудо» (Е. Шварц). Режиссёр — Н. Красильникова.
- «Остров сокровищ» (Р. Л. Стивенсон). Режиссёр — А. Черпин.
- «Повести Белкина» (А. С. Пушкин). Режиссёры — Е. Чернышов, А. Трясцин, Н. Красильникова.
- «Сказки по белу свету» (А. Макарова) . Режиссёр — А. Макарова.
- «Снегурушка» (М. Бартенев). Режиссёр — А. Трясцин.
- «Сокровища лесных эльфов» (Р. Ниемеля). Режиссёр — Б. Павлович. В 2014 году спектакль принимал участие во внеконкурсной программе «Детский weekend» фестиваля «Золотая Маска» в Москве.
- «Стойкий оловянный солдатик» (Х. Х. Андерсен). Режиссёр — Н. Красильникова.
- «Трям! Здравствуйте!» (Сергей Козлов). Режиссёр — Ю. Попов
- «Унтиловск» (Л.Леонов). — Режиссёр — Е. Чернышов.
- «Это я тебе ухо откусила!» (С.Баженова). Режиссёры — Е. Чернышов, С. Баженова.
- «Я вернусь!..» (по материалам, стихам и песням о войне). Режиссёр — Н. Красильникова

## Команда театра

### Руководство театра
- Директор — заслуженный артист Российской Федерации Владимир Грибанов[2];
- Главный режиссёр — Егор Чернышов (2019—2022)[3] ;
- Балетмейстер-постановщик — Ирина Брежнева.

### Труппа театра
Заведующая труппой — Елена Владимировна Щепинская
- Андрианов М. Н. — артист
- Бессонов Г. А. — артист
- Бояринцев К. В. — артист
- Васильева Е. Ю. — артистка
- Габдуллин Р. А. — артист
- Дорогин В. Д. - артист
- Заботин Д. Ю. — артист
- Злобин Е. А. — артист
- Ильина К. А. — артистка
- Калиничева А. А. — артистка
- Карпов А. В. — артист
- Кочнев К. А. — артист
- Красильникова Н. В. — артистка
- Королевский А. В. — заслуженный артист Российской Федерации
- Макарова М. Д. — артистка
- Макарян Э. Г. — артист
- Мальшакова И. Е. — артистка
- Махнёва Т. Д. — заслуженная артистка Российской Федерации
- Наумова М. В. — артистка
- Новосёлов Е. В. — артист
- Обухова С. А. — артистка
- Русинов Д. Л. — артист
- Сидорова Н. В. — артистка
- Степанова В. В. - артистка
- Трясцин А. В. — артист
- Узун М. В. — артистка
- Хорев А. А. — артист
- Худанин Н. Р. — артист
- Чаузова О. Л. — артистка
- Чернышова Н. А. — артистка
- Яблокова И. Ю. — артистка

### Художественные руководители театра разных лет
- М. Шохов (с 1935 по 1937 гг.)
- Р. Романовский (с 1937 по 1947 гг.)
- Н. Календер (с 1948 по 1950 гг.)
- П. Розанов (с 1950 по 1952 гг.)
- П. Даусон (с 1953 по 1957 гг.)
- И. Берлянд (с 1959 по 1960 гг.)
- Ю. Мизецкий (с 1960 по 1966 гг.)
- Е. Минский (с 1966 по 1973 гг.)
- А. Бородин (с 1973 по 1980 гг.)
- А. Клоков (с 1980 по 2004 гг.)
- Б. Павлович (с 2006 по 2013 гг.)

### Режиссёры
Режиссёры, работавшие в театре в разное время.
- Нина Анисимова
- Юлия Батурина
- Антон Безъязыков
- Владимир Берзин
- Феликс Берман
- Ролан Бонин
- Ирина Брежнева
- Михаил Бычков
- Светлана Врагова
- Вячеслав Гвоздков
- Елена Долгина
- Надежда Жданова
- Алексей Зимин
- Владимир Злобин
- Ирина Зубжицкая
- Светлана Иванова-Сергеева
- Ольга Симонова
- Вячеслав Ишин
- Наталия Красильникова
- Владимир Клименко
- Олег Липцын
- Тимур Насиров
- Степан Пектеев
- Юрий Попов
- Полина Стружкова
- Станислав Таюшев
- Александр Трясцин
- Вениамин Фильштинский
- Алексей Хорев
- Андрей Черпин
- Владимир Чигишев
- Александр Шуйский
- Юрий Ядровский
- Валентин Ярюхин

### Художники и композиторы
Художники и композиторы, работавшие в театре в разные годы.

#### Художники
- Елена Авинова
- Станислав Бенедиктов
- Николай Шаронов
- Степан Зограбян
- Николай Свиридчик
- Татьяна Сельвинская
- Кирилл Данилов
- Алексей Тотьменинов
- Виктория Хархалуп
- Екатерина Давыдова
- Катерина Андреева

#### Композиторы
- Константин Лебедев
- Виталий Макаров
- Роман Цепелев
- Максим Ткач
- Сергей Ушаков

### Известные люди, ранее работавшие в театре
- Галина Николаевна Умпелева
- Владимир Георгиевич Урин, директор театра
- Рим Шарипович Аюпов
- Геннадий Валентинович Иванов, заслуженный артист России
- Марина Дмитриевна Карпичева, заслуженная артистка России
- Михаил Юрьевич Угаров
- Анатолий Васильевич Свинцов, заслуженный артист РСФСР

## Фестивали, награды и премии

### Награды и премии
- Орден «Знак Почёта» (1986 г.)
- Премия Правительства Российской Федерации имени Фёдора Волкова за вклад в развитие театрального искусства Российской Федерации (27 мая 2013 года)[4]
- Премия Правительства Российской Федерации за лучшую театральную постановку по произведениям русской классики (15 октября 2019 года) — за постановку «Дуэль» (по повести А. П. Чехова «Дуэль»)[5]
- Премия Правительства Российской Федерации за лучшую театральную постановку по произведениям русской классики (17 декабря 2021 года) — за постановку «Мальчики» (по роману Ф. М. Достоевского «Братья Карамазовы»)[6]
- Премия Ленинского комсомола (1976 г.) — за спектакль «Письма к другу», посвящённый Н. А. Островскому
- Премия по театральному маркетингу и работе со зрителями OFFSTAGE AWARDS (2018 г.) — в номинации «Лучший образовательно-просветительский проект» проект «Сказки для Мартина», в номинации «Лучшая рекламная кампания спектакля» театральное приключение «Наша тема»

### Фестивали
- Фестиваль «Арлекин» (Санкт-Петербург) — спектакли «Муми-опера» (2012 г.), «Я (не) уеду из Кирова» (2012 г.);
- Всероссийский форум-фестиваль «Артмиграция» — спектакль «Мюнхгаузен» (2016 г.);
- Фестиваль «Белые ночи в Перми» — спектакль «БезДна», проект «Миграция» (2011 г.), спектакль «Видимая сторона жизни» (2011 г.);
- Международный фестиваль театра для детей «Большая перемена» (Пермь) — спектакль «Алые паруса» (2012 г.);
- Всероссийский фестиваль-лаборатория «Вятка — город детства» (Киров) — спектакль «Бременские музыканты» (2019 г.);
- Международный Волковский фестиваль (Ярославль) — спектакль «Видимая сторона жизни» (2013 г.);
- Национальная театральная премия и фестиваль «Золотая маска» (Москва) — спектакль «Толстая тетрадь» (2011 г.);
- «Маска Plus» внеконкурсная программа фестиваля «Золотая маска» (Москва) — рабочая версия спектакля «Так-то да» (2010 г.), спектакль «Видимая сторона жизни» (2013 г.);
- «Детский Weekend» внеконкурсная программа фестиваля «Золотая маска» (Москва) — «Сокровища лесных эльфов» (2014 г.);
- Фестиваль-лаборатория театров для детей «Золотая репка» (Самара) — спектакль «Толстая тетрадь» (2011 г.), спектакль «Алые паруса» (2012 г.);
- Всероссийский фестиваль-лаборатория «Колесо» — 2010 г.
- Международный театральный фестиваль современной драматургии «Коляда-Plays» (Екатеринбург) — спектакль «Отрочество» (2016 г.);
- Фестиваль «Прямая речь»[7] (Киров) — 2010 г.;
- Всероссийский театральный фестиваль им. А. М. Володина «Пять вечеров» (Санкт-Петербург) — спектакль «Видимая сторона жизни» (2011 г.)[8];
- Международный театральный фестиваль «Радуга» — спектакль «Толстая тетрадь» (2011 г.);
- Всероссийский театральный фестиваль «Реальный театр» (Екатеринбург) — спектакль «Видимая сторона жизни» (2011 г.), «Каренин» (2018 г.);
- Первый фестиваль театра и кино «Текстура» (Пермь) — спектакль «Так-то да» (2010 г.).